# Генгле
Генгле (также вегеле; англ. gengle, wegele) — адамава-убангийский народ, населяющий восточную часть Нигерии, области к югу от реки Бенуэ, к востоку от селения Апава и к северу от селения Яда (районы Майо-Белва и Фуфоре штата Адамава). В соседстве с народом генгле расселены такие близкородственные народы, как мумуйе, йенданг, вака, теме, кумба, бали, пассам и кугама.
По оценкам, представленным на сайте Joshua Project, численность народа генгле составляет порядка 6100 человек.
Народ генгле говорит на идиоме адамава-убангийской семьи нигеро-конголезской макросемьи. По одним данным этот идиом представляет собой самостоятельный язык — генгле. По другим данным этот идиом, известный под названием кугама-генгле, или генгле-кугама, является языком, общим для народов генгле и кугама («генгле» и «кугама» при этом обозначают два равноправных варианта названия языка и названия двух близких друг другу диалектов). Как второй язык генгле распространён среди соседних близкородственных этнических групп, на нём говорят носители языков кугама и теме. Численность говорящих на языке генгле, согласно данным, опубликованным в справочнике языков мира Ethnologue, составляет около 4000 человек. Часть представителей народа генгле помимо родного также владеет языком хауса.
Большинство представителей народа генгле придерживается традиционных верований (86 %), небольшая часть из них исповедует ислам (10 %) и христианство (4 %).